# Цензор (фильм, 2017)
«Цензор» — российский малобюджетный фантастический фильм, полнометражный дебют режиссёра Константина Шелепова, претендент на выдвижение на премию «Оскар» от России в 2017 году. Премьера состоялась 9 августа 2017 года в конкурсной программе фестиваля «Окно в Европу» в Выборге.

## Сюжет
Недалёкое будущее, Россия. Виртуальная реальность достигла расцвета. Повсюду открыты клубы, где желающим доступны компьютерные игры нового поколения, в которых игроки могут испытать всю гамму острых ощущений. Серия преступлений, совершенных геймерами, проводившими слишком много времени в игре и переставшими отличать игру от реальности, приводит к созданию нового подразделения МВД — Отдела Ц. Цензоры проникают в виртуальные миры и проверяют их на экстремизм. Лучшие цензоры отдела — Станислав «Стас» Иванов и Алексей «Алекс» Соколов. Стас — некогда чемпион по ныне запрещенной игре «Зодиак», прошлое Алекса туманно. Цензоры работают в паре: Стас отвечает за тактику, Алекс — за жестокость, именно он должен, на сленге цензоров, «давать мясника». Проверка игр заключается в доведении игровых ситуаций до беспредела. Легальная игра не позволит участнику безнаказанно творить насилие, убивать беззащитных персонажей, женщин и детей. Но именно этим сутки напролёт заняты сотрудники Отдела Ц в поисках запретного материала. Инцидент в одном из игровых клубов приводит к конфликту между силовыми ведомствами: Стас и Алекс арестовывают сотрудников спецподразделения, играющих в незаконную игру под видом тренировки. Шеф Отдела Ц получает сверху приказ уволить одного из двух цензоров, лучший сохранит свою должность. Алекс оскорблён высокомерием Стаса, который считает себя непревзойдённым игроком и уверен, что останется в Отделе Ц. Тандем распадается, теперь Стас и Алекс соревнуются — кто успеет выявить больше нелегального материала. Стас учится «давать мясника» без помощи друга, превозмогая отвращение. Погружение Стаса в виртуальное насилие приводит его к разладу с женой Алёной. Алекс плетёт интриги, попутно наращивая уровень мастерства в играх различных жанров. В погоне за баллами оба цензора начинают сходить с ума, страдая от «синдрома одушевления».

## Создание
Константин Шелепов впервые прочитал рассказ Ивана Тропова «Цензор» в 2002 году и уже тогда задумался о возможности экранизации. Десять лет спустя Тропов написал сценарий, и Шелепов, имевший за плечами опыт создания всего одной короткометражки, 28 августа 2012 объявил о начале работы над новым фильмом, а в октябре 2012 года приступил к съемкам с бюджетом 300 000 рублей. Актёры получали минимальную ставку, съемочная группа работала без гонораров.
С отснятым материалом состоялась первая краудфандинговая кампания на портале Boomstarter. К 22 августа 2013 было собрано полмиллиона рублей, этого хватило на продолжение работы. С 8 по 13 октября 2013 в Павловске прошли съемки нашествия зомби. Авторы начали погружать персонажей в различные игровые миры: рыцарское Средневековье, постапокалипсис а-ля «Сталкер», Великая Отечественная и Гражданская войны, закрытый клуб категории 18+, операции против террористов.
Позднее Афиша-Daily отнесёт создававшийся фильм к «новой волне подпольного русского хардкора». «Выглядит все это — как если бы «Хардкор» скрестили с игровой концепцией сериала «Мир Дикого Запада»: в обозримом будущем видеоигры стали настолько реалистичны, что в них люди погружаются целиком, через специальные гаджеты». «Хардкор» Ильи Найшуллера был запущен в производство на основе клипа, опубликованного весной 2013, а о заказе пилотной серии Мира Дикого Запада канал HBO объявил в августе 2013. Таким образом, «Цензор» опередил данные проекты и был обречён на сравнения только потому, что из-за растянувшегося производства стал широко известен позже.
«Мы представили, что лет через пять появится такая прорывная технология, и все совершат погружение в игры, — рассказывал Шелепов. — Выбирали локации, чтобы не было привязки ко времени и месту действия. Добивались, чтобы история была универсальной. Мы создали гаджеты: например, прозрачные планшеты. Намучились, конечно, с графикой, но зато предмет в кадре выглядит футуристично».
Спустя время и с появлением новых материалов продюсеры организовали вторую краудфандинговую кампанию — на этот раз, портале Planeta.ru. Второй этап краудфандинга начался 10 сентября 2014 и успешно завершился с результатом более 1 миллиона рублей 4 февраля 2015.
Всего за время 2 кампаний по сбору средств на двух краудфандинговых платформах проект поддержало 755 человек (Boomstarter - 437, Planeta.ru - 318), средний взнос превысил 2012 рублей.
Летом 2015 года проект принял участие в конкурсе Роскино. «После изучения сценариев, собеседования с авторами на предмет серьезности намерений, после получения документов, подтверждающих наличие финансирования, из 42 проектов мы выбрали 8 лучших»,  – говорила глава организации Екатерина Мцитуридзе. В сентябре продюсеры Владислав Пастернак и Николай Бункин показали новый трёхминутный трейлер фильма на Венецианском фестивале. Экспертное жюри возглавил продюсер Андреас Эйхер. Питчинг в Венеции посетил Александр Сокуров, который заявил: «Моя жизненная практика говорит о том, что никогда ничего не сделать в одиночку. Поэтому я благодарен всем, кто готов поддерживать моих коллег. И по моему опыту, лучше русских не работает никто. Мы всегда выполняем данное слово. Поэтому я обращаюсь к нашим международным коллегам: смело поддерживайте молодых ребят, здесь собравшихся!» Фильм «Цензор» выиграл грант на постпродакшн в размере 5000$.
Общий бюджет фильма составил 60 000 долларов. По другим данным, суммарные затраты превысили 5 миллионов рублей, или 83 347$ по курсу ЦБ РФ на день премьеры фильма. После онлайн-релиза фильма в марте 2019 звучала и цифра 6 млн рублей.
Монтаж, создание звука и визуальных эффектов затянулись ещё на два года. В процессе создатели неоднократно дорабатывали сценарий, возвращались на площадку и проводили съемки дополнительных сцен. К лету 2017 году фильм был завершён. На кинорынке в Каннах были представлены новые материалы, а в августе начались первые показы, после которых работа над фильмом продолжилась — ориентируясь на отзывы, создатели сократили фильм и пообещали выпустить как «полную», так и «сокращённую» версии.

## Борьба за «Оскар»
В сентябре 2017 года продюсеры «Цензора» объявили о намерении побороться за право представлять Россию на премии «Оскар». В борьбе за внимание Оскаровского комитета, уполномоченного выдвигать фильмы от имени России, «Цензору» пришлось конкурировать как с проектами опытных кинематографистов, так и с дебютами. Фильм оказался самым малобюджетным в ряду претендентов, несмотря на свой жанр — фантастический экшн.
«Цензор» занял первое место (977 голосов) по опросу портала Афиша-Daily на тему «Какой фильм следует выдвинуть на „Оскар“ от России?». Второе место зрители отдали проекту Александра Ханта «Как Витька Чеснок вёз Лёху Штыря в дом инвалидов» (681 голос). Третье место (654 голоса) получила «Нелюбовь» Андрея Звягинцева.
Станислав Ф. Ростоцкий написал в газете «Коммерсантъ»: «В этом году конкуренция между возможными кандидатами была куда более острая, чем обычно: выяснилось, что на сей раз в российском кинопроцессе уже к концу лета обнаружился не один, а сразу несколько фаворитов, способных претендовать на звание фильма года… В частности, создатели фантастического хоррора „Цензор“ Константина Шелепова (картины прелюбопытной, но от любых оскаровских стандартов далекой настолько, насколько это вообще возможно) в полном соответствии с регламентом устроили публичные показы своего детища, чтобы претендовать на соискание места в лонг-листе претендентов».
Оскаровский комитет постановил отправить на «Оскар» «Нелюбовь». Решение комитета вызвало критику со стороны Александра Сокурова. «Оскаровского комитета не существует, насколько я понимаю. Это, скорее, группа московских деятелей, связанных между собой. Они, договорившись между собой, вещают от имени российского кино. Сейчас это скрытая процедура, где побеждает тот, кто побогаче», — заявил Сокуров каналу РБК.

## Прокат
Премьера фильма состоялась 9 августа 2017 в Выборге на фестивале «Окно в Европу». 28 августа прошла закрытая премьера в Петербурге в старейшем кинотеатре «Аврора» вместимостью более 600 мест, куда были приглашены актёры, многочисленные члены съемочной группы, а также часть участников краудфандинговой кампании, поддержавших фильм.
21 сентября в 21:15 фильм вышел в ограниченный прокат в соответствии с регламентом премии «Оскар».
Создатели «Цензора» продолжили раскрутку картины и начали устраивать эксклюзивные сеансы в других городах. 6 октября 2017 фильм был бесплатно показан в Иркутске в кинотеатре «Киномолл».
30 ноября 2017 фильм был показан во ВГИКе. Фильм представили студентам Армен Медведев и продюсер Владислав Пастернак.
Компания RFG Distribution (прокатное подразделение корпорации «Русская Фильм Группа», создавшей фильм «Вий») представила фильм на 106-м Кинорынке в Сочи 5 июня 2018 и анонсировала показ новой версии в рамках осенней выставки Киноэкспо, а затем и кинотеатральный релиз ближе к 2019 году.
27 февраля 2019 года после продолжительного отсутствия новостей о фильме режиссёр Константин Шелепов в группе фильма в социальной сети Вконтакте анонсировал онлайн-премьеру фильма на портале ivi.ru 22 марта. «Как показало время — связаться с этой компанией было очень плохой идеей. Несмотря на громкое имя, большой штат и амбиции по факту они ничего не сделали, кормили завтраками, какими-то туманными разговорами и прочим бредом», - в частности, написал он о попытке выхода в кинопрокат, предпринятой в 2018 году.
Перед появлением фильма в Сети было организовано, как минимум, три киносеанса. 19 марта 2019 — в кинотеатре КАРО 11 Октябрь (Москва) и 20 марта 2019 — в кинотеатре КАРО 9 Варшавский Экспресс (Санкт-Петербург), о чём режиссёр Константин Шелепов и продюсер Владислав Пастернак объявили в интервью Гоблину на YouTube. 22 марта состоялась премьера фильма в Великом Новгороде в кинотеатре Новгород
После появления фильма в интернете ограниченный прокат в кинотеатрах продолжился. Так, 8-9 апреля фильм показали в Ярославле в киноклубе «Нефть» Показы также проходили в Москве в 8-зальном кинотеатре «Киносфера Балтика» с 10 по 19 апреля
Финальный спецпоказ запланирован на 14 октября 2019 года в КАРО 11 Октябрь

## Международный прокат
Судьба картины за пределами России была поручена компании Antipode Sales and Distribution. К моменту российского релиза права на фильм были проданы в Японию, в Корею, Германию, Австрию, Швейцарию и на Тайвань. Дата выхода фильма в широкий прокат на Тайване - 12 апреля 2019.

## Официальный саундтрек
Оригинальную музыку к фильму написал композитор Кирилл Горохов («Околофутбола»).
21 марта в группе фильма в ВК был опубликован официальный саундтрек фильма в виде плейлиста.
| №   | Название                           | Исполнитель                     | Длительность |
| --- | ---------------------------------- | ------------------------------- | ------------ |
| 1.  | «Russian Song»                     | Adaen                           | 6:39         |
| 2.  | «Те, кто в танке»                  | Louna                           | 5:59         |
| 3.  | «Crazy Liar (bonus track)»         | Bed Friends feat. Ivan Dolmatov | 4:21         |
| 4.  | «Убить королеву»                   | Зимавсегда                      | 4:02         |
| 5.  | «Sing This Song»                   | Bungalow Bums                   | 7:00         |
| 6.  | «Прости. Прощай. Привет»           | Порнофильмы                     | 5:09         |
| 7.  | «Rich Bitch»                       | BARELY ICE                      | 2:39         |
| 8.  | «Scream About Your Cruel»          | Cold Own                        | 4:17         |
| 9.  | «Still I Haven't Found The Answer» | Deep Winter                     | 4:04         |
| 10. | «Purple Owl»                       | Moscillate                      | 2:46         |
| 11. | «Правильный принцип»               | Perfect Karma                   | 4:32         |
| 12. | «Запуск сердца (bonus track)»      | Зимавсегда                      | 3:35         |
| 13. | «Mind Full Of Thoughts»            | Deep Winter                     | 4:21         |
| 14. | «Unbeliever»                       | HAARPS                          | 4:27         |
| 15. | «Love»                             | La Vtornik                      | 3:10         |
| 16. | «TERMIT»                           | PRO24                           | 3:28         |
| 17. | «Axl’s Love»                       | The Rattle                      | 3:56         |
| 18. | «1915»                             | Adaen                           | 6:20         |
| 19. | «Chasing Me»                       | Scarlet Pills                   | 3:38         |
| 20. | «Little Baby»                      | Deep Winter                     | 4:04         |

## Критика
Кинокритики единогласно отмечали беспрецедентно высокий для российского кино уровень насилия в фильме и независимый творческий дух, выделяющий картину из стандартного ряда режиссёрских дебютов.
Артём Александров писал на сайте информационного агентства Ivyborg.ru: «Такие сюжеты обычно развязывают руки режиссерам, чем и воспользовался режиссер “Цензора” — вышло бодро, кроваво и очень необычно, особенно для молодого российского кино».
Афиша-Daily заявляла, что «после того как другой краудфандинг-хит, «28 панфиловцев», стал кремлёвским фаворитом и потерял свою репутацию независимого проекта, остается надежда на жесткую бескомпромиссность «Цензора».
Виктор Матизен, отмечая, что краудфандинг позволил Шелепову реализовать проект «без господдержки и цензуры Минкульта», писал, что «по уровню садизма и количеству кровавых сцен „Цензор“ уступает разве что японским киномясорубкам. И если бы виртуальное насилие в самом деле провоцировало реальное, через пару часов после показа „Цензора“ обезлюдел бы не только фестиваль, но и весь город».
Станислав Ф. Ростоцкий в статье «Клуб кинопутешественников в царстве киберпанка» в газете «Коммерсантъ» писал, что «за чередой совершенно убийственных в прямом смысле слова эпизодов было бы непростительно не заметить и несколько по-настоящему мастерских сюжетных поворотов, и вполне удачную попытку создать на экране мир, отличающийся от современности ровно настолько, насколько это нужно для фильма. Если создатели „Цензора“ сознательно ориентировались на эталоны „боевого киберпанка“ („Виртуозность“ Бретта Леонарда, „Геймер“ Невелдайна и Тейлора, „Потрошители“ Мигеля Сапочника), их можно поздравить с проявленным вкусом; если же все открытия были сделаны самостоятельно, это тем более ценно и здорово».
Мария Позина, напротив, писала, что фильм ориентирован на узкую аудиторию: «Зрителям, далеким от геймерской тусовки, смотреть это действо, длящееся к тому же дольше двух часов, невыносимо».
Мария Безрук в официальной газете Союза Кинематографистов РФ рекомендовала картину к просмотру: «Фильм-шок „Цензор“ дебютанта Константина Шелепова, вызвавший массу жестких споров и оставивший тяжелое впечатление от просмотра, однако заслуживающий пристального внимания. В экстремальности никто из конкурсантов не прыгнул дальше „Цензора“. И пускай смелый авторский посыл о деструктивности абсолютной власти растворился в реках бессмысленной крови, наиболее стойкие, пересилив себя, прошли путь, методично проложенный автором, до конца».
Сергей Шолохов, обозревая программу «Окна в Европу» в издании «Аргументы Недели», советовал фильм любителям экстремального кино: «Я надеюсь, что у вас, дорогие зрители, нервы крепкие, и если на досуге вы захотите их пощекотать, то „Цензор“ вас ждёт».
Антон Долин, анонсируя спецпоказ «Цензора» в октябре 2019 года, охарактеризовал фильм как «абсолютно контркультурное кино», «пример экстремального авторского эксперимента в коммерческом кибер-панк-антиутопическом жанре» и «мясорубку — в худшем и лучшем смыслах слова». «Сама идея цензуры жестокости, которая становится источником и рассадником этой жестокости, — писал Долин, рекомендуя аудитории посмотреть картину, — пугающе своевременная. Причём и для России, и не только».